# His Brother's Wife (film 1916)
His Brother's Wife è un film muto del 1916 diretto da Harley Knoles.

## Produzione
Il film fu prodotto dalla Premo Feature Film Corp. con il titolo di lavorazione The Woman of It.

## Distribuzione
Il copyright del film, richiesto dalla World Film Corp., fu registrato il 24 maggio 1916 con il numero LU8344.
Distribuito dalla World Film e presentato da William A. Brady, il film uscì nelle sale cinematografiche statunitensi il 5 giugno 1916.
Copia della pellicola viene conservata negli archivi della Library of Congress.